# Josef Dierkes (Politiker, 1939)

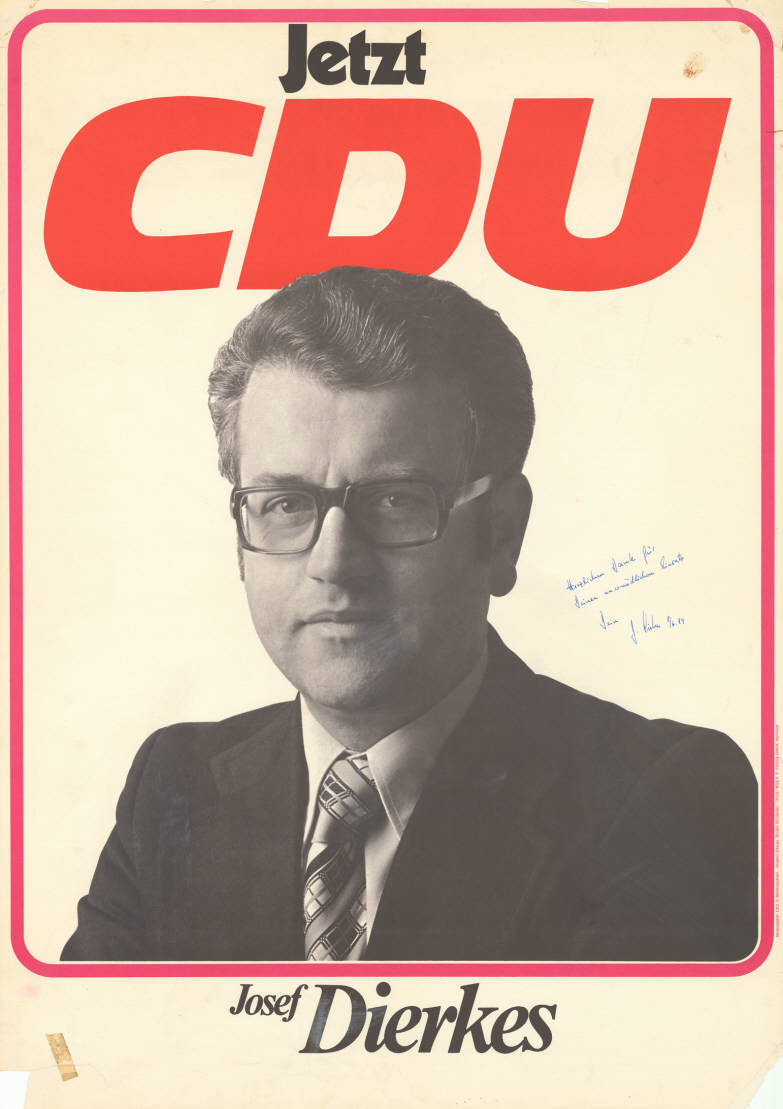
Kandidatenplakat zur Landtagswahl in Niedersachsen 1974

Josef Dierkes (* 8. Juni 1939 in Forstfelde, Kreis Rosenberg/Oberschlesien) ist ein ehemaliger deutscher Politiker (CDU) und Steuerrat in Niedersachsen.

## Leben
Nach der Vertreibung aus Oberschlesien zum Ende des Zweiten Weltkrieges besuchte er die Volksschule sowie das Gymnasium und die Wirtschaftsoberschule in Oldenburg. Von 1959 bis 1974 war er in der niedersächsischen Steuerverwaltung beschäftigt. Hier bekleidete er zuletzt die Position eines Betriebsprüfers bei der Betriebsprüfungsstelle in Oldenburg. Seit 1975 arbeitete Dierkes in Oldenburg im Bereich der Wirtschafts- und Steuerberatung, seit 1987 als selbständiger Steuerberater.
Dierkes wurde zum Vorsitzenden des CDU-Kreisverbandes in Oldenburg-Stadt gewählt. Er wurde stellvertretender Vorsitzender des Verwaltungsrates der Landessparkasse zu Oldenburg. Zwischen den Jahren 1976 und 1992 war er Ratsherr und Beigeordneter der Stadt Oldenburg und zwischen 1981 und 1992 Vorsitzender der CDU-Fraktion im Stadtrat. Von 1974 bis 1986 und 1990 bis 1998 war er Abgeordneter im Niedersächsischen Landtag.